# Hanumanahalli, Ranibennur
Hanumanahalli là một làng thuộc tehsil Ranibennur, huyện Haveri, bang Karnataka, Ấn Độ.